# Franco Jamonte
Franco Jamonte (Messina, 25 aprile 1913 – Albano Laziale, 17 agosto 2003) è stato un attore italiano.

## Biografia
È stato un attore caratterista in molti film degli anni cinquanta e sessanta. Esordisce nel 1950 con La figlia del mendicante diretto da Carlo Campogalliani, per poi partecipare al film Il brigante Musolino. Ha interpretato nel ruolo di Luigi Pizzaro il film L'arte di arrangiarsi di Luigi Zampa del 1954 con Alberto Sordi. Altri film in cui ha recitato sono La ladra di Mario Bonnard del 1955 e Il terrore dei mari di Domenico Paolella del 1961. Nel 1972 figura nel cast dello sceneggiato televisivo Joe Petrosino.

## Filmografia parziale
- La figlia del mendicante, regia di Carlo Campogalliani (1950)
- Le sei mogli di Barbablù, regia di Carlo Ludovico Bragaglia (1950)
- Il brigante Musolino, regia di Mario Camerini (1950)
- Io sono il Capataz, regia di Giorgio Simonelli (1950)
- Fuoco nero, regia di Silvio Siano (1951)
- La vendetta di Aquila Nera, regia di Riccardo Freda (1951)
- Totò sceicco, regia di Mario Mattoli (1951)
- La fiammata, regia di Alessandro Blasetti (1952)
- Altri tempi, epis. Pot-pourri di canzoni, regia di Alessandro Blasetti (1952)
- L'ingiusta condanna, regia di Giuseppe Masini (1952)
- La muta di Portici, regia di Giorgio Ansoldi (1952)
- Il bandolero stanco, regia di Fernando Cerchio (1952)
- Cuore forestiero, regia di Armando Fizzarotti (1952)
- Una madre ritorna, regia di Roberto Bianchi Montero (1952)
- L'arte di arrangiarsi, regia di Luigi Zampa (1954)
- Una parigina a Roma, regia di Erich Kobler (1954)
- La Luciana, regia di Domenico Gambino (1954)
- Piccola posta, regia di Steno (1955)
- La ladra, regia di Mario Bonnard (1955)
- Canzone proibita, regia di Flavio Calzavara (1957)
- I baccanali di Tiberio, regia di Giorgio Simonelli (1959)
- La scimitarra del Saraceno, regia di Piero Pierotti (1959)
- I mafiosi, regia di Roberto Mauri (1959)
- I pirati della costa, regia di Domenico Paolella (1960)
- I magnifici tre, regia di Giorgio Simonelli (1961)
- Rosmunda e Alboino, regia di Carlo Campogalliani (1961)
- Le avventure di Mary Read, regia di Umberto Lenzi (1961)
- Il terrore dei mari, regia di Domenico Paolella (1961)
- Duello nella Sila, regia di Umberto Lenzi (1962)
- Caterina di Russia, regia di Umberto Lenzi (1962)
- Il segno del vendicatore, regia di Roberto Mauri (1962)
- Un corpo caldo per l'inferno, regia di Franco Montemurro (1969)
- Quintana, regia di Vincenzo Musolino (1969)
- Byleth, regia di Leopoldo Savona (1971)
- Prima e dopo l'amore... un grido di allarme, regia di Giovanni Crisci (1973)

## Doppiatori italiani
- Giuseppe Rinaldi in Io sono il Capataz
- Gaetano Verna in Cuore forestiero
- Ignazio Balsamo in L'arte di arrangiarsi
- Renato Turi in La ladra
- Giorgio Capecchi in Caterina di Russia
- Arturo Dominici in Il segno del vendicatore